# Сахарські галофіти
Сахарські галофіти — екорегіон охоплює низку евапоритових западин і водно-болотних угідь, поширених по всій Північній Африці. Улоговини мають поділ: шоти (солоні озера, що живляться підземними водами та деякими зимовими дощами) або себхи (прибережні, надприливні болота евапоритів).
Рослини цих районів високоспеціалізовані для виживання в суворих умовах, багато з яких є ксерофітами (посухостійкими) і галофітами (стійкими до солі).
Біорізноманіття територій відносно охороняється їх ізольованістю та непридатністю лужного ґрунту для землеробства.

## Розташування та опис
Ділянки, що входять до складу цього екорегіону, містять найрізноманітніші типи середовища проживання: солончаки, сезонні солоні озера, солоні марші, очеретяні зарості та оазиси, що затоплюються навесні. Райони шотів і себхів розташовані у посушливих регіонах з глинистими ґрунтами та важкими евапоритами. Варто відзначити:
- Шотт-Мельгір (Північно-Східний Алжир). Розширення затоки Габес в Сахару. Найнижча точка западини знаходиться на рівні -40 м нижче рівня моря, що робить її найнижчою в Алжирі.[5]
- Шотт-ель-Ходна (Північно-Східний Алжир). Солоне ендогерійне озеро, що живиться стоками з гір Телль-Атлас на північному сході Алжиру. Береги покриті високою степовою рослинністю, перебуваючи на висоті 400 м між гірськими хребтами.[6]
- Шотт-ель-Джерід (Південний Туніс). Перекладається як «Лагуна Країни Пальм».
- Катарська западина (Північний Єгипет). Западина знаходиться на висоті 133 м нижче рівня моря і має площу 19 605 км². До його складу входить оаза Могра[en].
- Оаза Сива (Північно-Західний Єгипет). «Поле дерев», Сива — оазаа розміром 80х20 км, що живиться постійними джерелами. Він підтримує сільське господарство — до 1980-х років понад 250 000 фінікових пальм і 30 000 оливкових дерев.[7]

Всі ці місцевості оточені екорегіоном північносахарські степи та рідколісся, який простягається через північну Сахару.

## Клімат
Клімат екорегіону — спекотний пустельний клімат (за класифікацією клімату Кеппена (BWh)).
Середня температура влітку 29–35 °C.

Кількість опадів коливається в межах 10–100 мм/рік.

## Флора і фауна

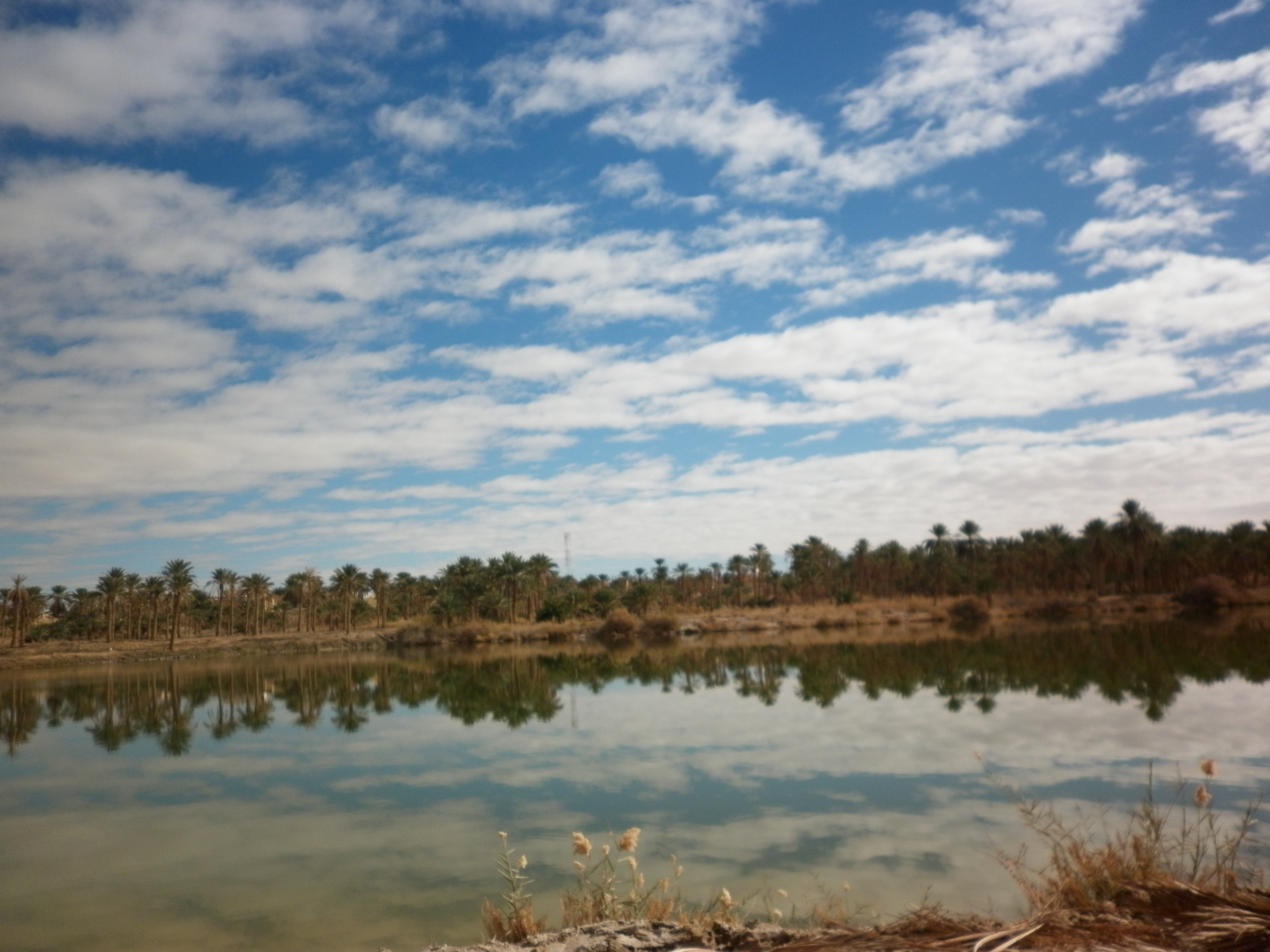
Оаза Мегарин, Туніс

Рослинність у межах екорегіону залежить від засолення ґрунту; вони зазвичай відрізняються залежно від відстані від солончака. Серед рослин варто відзначити: Salicornia, Salsola, Atriplex, Halocnemum strobilaceum та Artemisia herba-alba.
Найпоширенішими ссавцями є Gerbillus campestris та Dipodillus.
Прикладом видового різноманіття є Шотт-ель-Ходна, в якому виявлено 550 видів рослин, 119 видів птахів, 10 видів рептилій і 20 видів ссавців.
Тварини, що охороняються на цьому терені: Gazella cuvieri та Chlamydotis undulata.

## Заповідні території
Понад 25 % екорегіону офіційно охороняється. Це:
- Шотт-ель-Джерід